# Knoevenagel-Reaktion
Die Knoevenagel-Reaktion oder Knoevenagel-Kondensation ist eine wichtige Reaktion in der
organischen Chemie. Sie ist ein Spezialfall der Aldolreaktion, bei der Ketone (R2= Organylgruppe, R3= Organylgruppe) oder Aldehyde (R2= H, R3= H oder Organylgruppe) mit besonders CH-aciden Verbindungen (R1= Organylgruppe), z. B. Malonsäureester, Acetessigester oder Nitromethan, umgesetzt werden. Dabei entstehen ungesättigte Kondensationsprodukte.
Eine spezielle Reaktionsführung der Knoevenagel-Reaktion ist deren Doebner-Variante. Bei ihr wird der Aldehyd/das Keton mit freier Malonsäure in Pyridin und in Gegenwart eines Amins als Katalysator (häufig Pyrrolidin oder Piperidin) zur Reaktion gebracht. Die entstehende ungesättigte Dicarbonsäure decarboxyliert dabei. Auf diesem Wege sind z. B. Zimtsäuren sehr einfach zugänglich.
Benannt wurde die Reaktion nach ihrem Entdecker Emil Knoevenagel und die Doebner-Variante nach Oskar Doebner.

## Reaktionsmechanismus
Im ersten Schritt wird die CH-acide Verbindung (R1= Organylgruppe) durch die als Katalysator zugegebene Base, hier ein sekundäres Amin, deprotoniert. Das dadurch entstehende Anion greift als Carbanion nukleophil den Carbonyl-Kohlenstoff der Carbonylverbindung an, während der Sauerstoff der Carbonylgruppe protoniert wird. Es entsteht ein Alkohol, der als Intermediat auch isolierbar ist. Unter Abspaltung von Wasser bildet sich schließlich das ungesättigte Endprodukt.
Die Doebner-Variante bietet einen einfachen Zugang zu α,β-ungesättigten Carbonsäuren, z. B. Zimtsäuren (R= diverse Substituenten in verschiedenen Positionen, z. B. –OCH3):
In der o. g. Reaktionsgleichung kann der Rest R am Phenylring in ortho-, meta- oder para-Stellung stehen (siehe Substitutionsmuster).

## Weiss-Cook-Reaktion
Die Weiss-Cook-Reaktion, auch Weiss-Cook-Kondensation oder Weiss-Reaktion, beschreibt die Reaktion eines α-Dicarbonyls (1,2-Diketon) mit zwei Äquivalenten 3-Oxoglutarat unter leicht sauren Bedingungen (pH=5) zu einem cis-Bicyclo[3.3.0]octan-3,7-dion-Derivat, der nach demselben Reaktionsmechanismus wie bei der Knoevenagel-Reaktion verläuft. Die Reaktion unterzieht sich dabei einer sauren Hydrolyse mit anschließender Decarboxylierung.
Während der Cyclisierung wird eine Reihe von thermodynamischen Gleichgewichtsreaktionen durchlaufen, die das cis-Isomer bevorzugen. Es wurde beobachtet, dass die Weiss-Cook-Reaktion auch unter basischen Bedingungen verläuft. Die Reaktion wird zur Herstellung von anellierten Verbindungen (z. B. Polyquinane und Polyquinene) genutzt.

## Bekannte Produkte
- Sorbinsäure
- Zimtsäure